# Joan Lluís Vileta
Joan Lluís Vileta (s. XVI - 1583), fou un cèlebre catedràtic de filosofia i especialista en l'obra d'en Ramon Llull, que el va portar a defensar-lo davant la Inquisició. També fou reconegut pels seus comentaris a l'obra d'Aristòtil. Va assistir com a teòleg al Concili de Trento i va aplicar les seves reformes al bisbat de Barcelona. Reconegut per la seva erudició, fou el teòleg més influent a la Universitat i a la ciutat de Barcelona.

## Biografia
Joan Lluís Vileta va néixer a Barcelona al primer quart del segle xvi. L'any 1545 ja havia estat ordenat. Obté el grau de batxiller en arts i el de mestre en Arts (11 de febrer de 1546) i doctor en sagrada teologia i arts. Alumne d'Hortolà i cèlebre professor de filosofia, més endavant en va obtenir la càtedra (1547) i l'any 1553 la de teologia de Santo Tomàs; fou ajudant de càtedra d'Hortolà; obtingué el doctorat en teologia a la Universidad de Salamanca l'any 1555 i a partir de 1559 ocupà la càtedra de teologia i la de filosofia a Barcelona. Especialista en Ramon Llull; defensà el lul·lisme davant el bisbe i la Inquisició i lluità perquè les obres de Llull no fossin incloses a l'Índex, cosa que aconseguí. Per encàrrec de Felip II, redactà un Catàleg amb la relació de 110 obres lul·lianes.
L'any 1564 obté la càtedra de Sagrada Escriptura que més endavant li és concedida a perpetuïtat. Aristotelista clàssic d'arrel humanista, reconegut pels seus comentaris a Aristòtil. Rector de parròquia a Sant Julià d'Altura, Castelldefels i Sabadell. Canonge penitenciari de la Catedral de Barcelona. Comissari de la biblioteca catedralícia i censor de llibres per ordre del Bisbe i de la Inquisició. Canonge de la seu de Barcelona i Conseller del rector entre 1575 i 1576. Va ser nomenat rector de la Universitat de l'Estudi General, càrrec que va exercir entre l'1 d'agost de 1564 i el 31 de juliol de 1566.
L'any 1567 envià un escrit al consistori per queixar-se que els consellers es preocupaven més per reglamentar l'ensenyament i la provisió de càtedres que per atendre els problemes de fons de la universitat: organització inacabada, competències de les jerarquies acadèmiques i els col·legis de doctors. Les ordinacions del mateix "Ordinacions de la Universitat del Studi general de la ciutat de Barcelona fetes per comuna determinació dels quatre col·legis dels egregis doctors de dita universitat" van intentar millorar la situació. Va assistir com a teòleg a Guillem Caçador, bisbe de Barcelona, al Concili de Trento, on demostrà erudició extraordinària. En tornar, el 1566, posà en marxa la reforma tridentina en el bisbat de Barcelona i va rebre la canongia penitencial de Barcelona i la càtedra vitalícia en teologia.
El 1580 fou, amb Francesc Calça, un dels jutges del certamen poètic celebrat a Barcelona. Realitzà la traducció de l'obra de Pere Màrtir Coma, "Directorium curatorum", i escrigué poemes preliminars en llatí per les obres de Jeroni Costiol i Joan Pujol. Aquest darrer, poeta mataroní contemporani, li dedicà un panegíric a l'obra "La batalla de Lepant". Edità a Barcelona "Ars brevis", de Ramon Llull (1565), que dedicà als patrons de l'escola lul·liana de Barcelona. Seguint la línia dels humanistes florentins, intentà de conciliar Plató i Aristòtil en "In Aristotelis philosophiam acromaticam" (1569). Reuní una important biblioteca d'uns 400 volums. Reconegut per la seva erudició, fou el teòleg més influent a la universitat i a la ciutat de Barcelona.
Va morir a Barcelona l'any 1583.

## Publicacions
- Vileta, Joan Lluís, m. 1583. "Appendix defensionis D. Raymundi Lullij et eius doctrinae ac operum addita ad ea quae in hoc institutu[m]…". Barcinone: apud Petrum Malo..., die 20 Ianuarij 1582. Disponible a: Catàleg de les biblioteques de la UB
- Vileta, Joan Lluís, m. 1583. "In Aristotelis philosophiam acroamaticam Lu. Ioan. Villetani ...dictata : secta in tres tomos, in quorum hoc primo continentur Logica & Ethica, in secundo Physica, Magna quae dicuntur & Parua, in tertio Metaphysica & Mystica siue Theologica". Barcinone: in aedibus Societatis bibliopolarum, 1569. Disponible a: Catàleg de les biblioteques de la UB
- Vileta, Joan Lluís [autor addicional, et.alt.], Artificivm sive ars brevis. Barcinone: apud Claudium Bornatium, 1565. Disponible a: Catàleg de les biblioteques de la UB
- Vileta, Joan Lluís [autor addicional, et.alt.], Directorivm cvratorvm o instrvcion de cvras, vtil y prouechoso para los q[ue] tienen cargo de animas / compuesto por ... Pedro Martyr Coma ... ; nvevamente tradvzido de lengua chatalana en vulgar castellano ; corregido y eme[n]dado por Luys Iua[n] Villeta .... Madrid: Agora, 1581. Disponible a: Catàleg de les biblioteques de la UB[Enllaç no actiu]